# 大教堂广场 (伯尔尼)
大教堂广场（Münsterplatz）是瑞士伯尔尼中世纪城市中心伯尔尼老城的一个广场。它是Zähringerstadt的一部分，建于1191年伯尔尼旧城第一次扩建期间。它位于伯尔尼大教堂的前面，是包含旧城的联合国教科文组织世界文化遗产的一部分。

## 历史

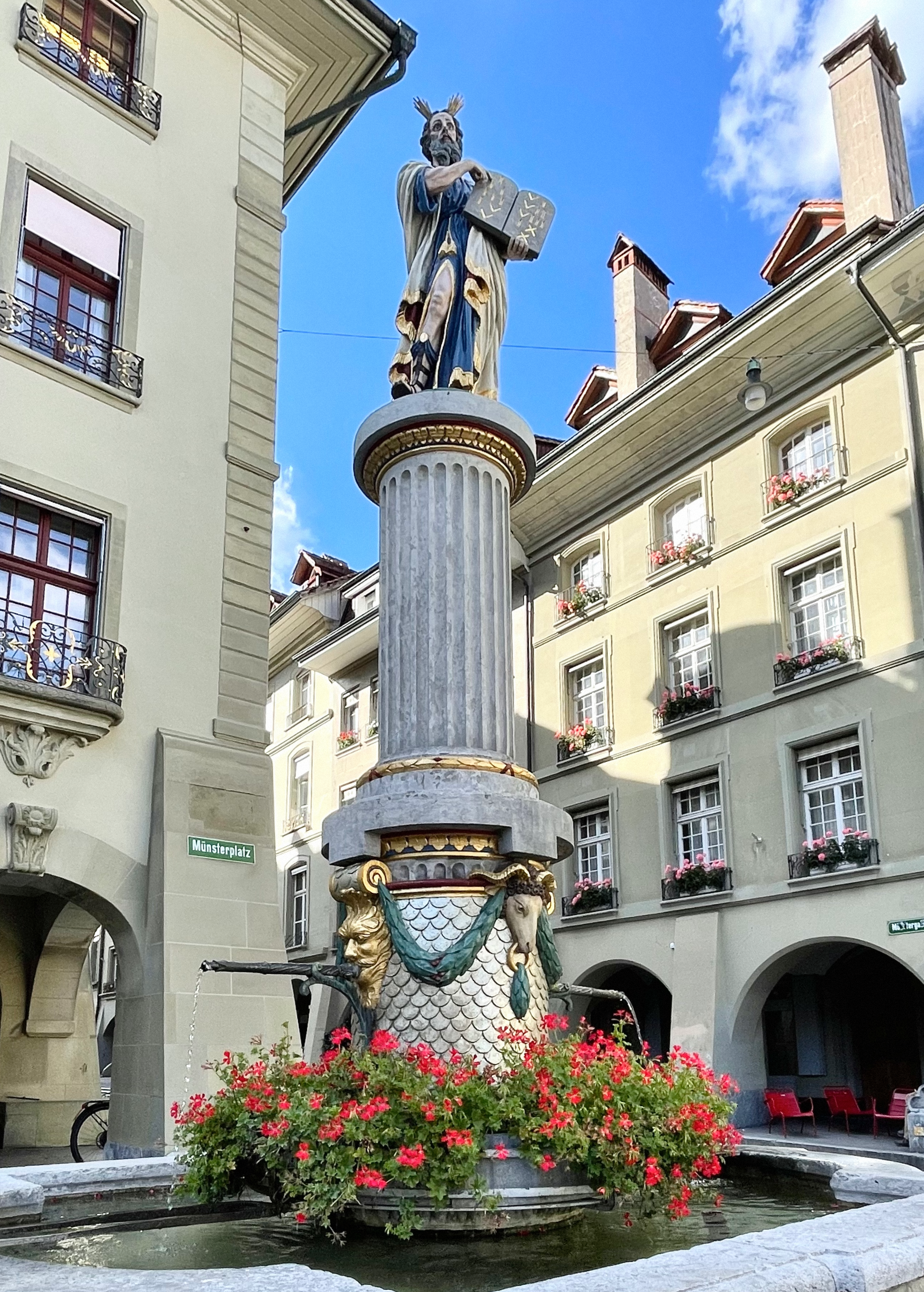
大教堂广场

1421年3月11日伯尔尼大教堂开始施工。九年后，在1430年，拆除圣Vinzenzen教堂的院子，为新大教堂前的大广场腾出空间。在1506年前的某个时候，拆除了绅士街（Herrengasse）上的两座房子，使广场向西拓展。在1528年之前的某个时间，拆除了大教堂街的三个房子，广场再次扩大。大教堂广场的名称在在19世纪已很常用，在1881年成为官方名称。